# روبن موريرا
روبن موريرا (بالإنجليزية: Ruben Moreira)‏ هو فنان قصص مصورة أمريكي، ولد في 27 يوليو 1922 في بورتوريكو في الولايات المتحدة، وتوفي بنفس المكان في 21 مايو 1984.